# Bacouël
Bacouël ist eine französische Gemeinde mit 479 Einwohnern (Stand 1. Januar 2022) im Département Oise in der Region Hauts-de-France. Sie gehört zum Arrondissement Clermont und zum Saint-Just-en-Chaussée. Die Bewohner nennen sich Bacouëlois. Bacouël ist Mitglied des Gemeindeverbandes Communauté de communes de l’Oise Picarde.

## Geographie
Bacouël liegt etwa 30 Kilometer südlich von Amiens.
Die angrenzenden Gemeinden sind Tartigny im Norden, Aulnay-l’Aître im Osten, Soulanges im Süden, Songy im Südwesten und Saint-Martin-aux-Champs im Westen.
In Bacouël zweigt die Stichbahn nach Breteuil von der Bahnstrecke Paris–Lille ab.

## Bevölkerungsentwicklung
| 1962 | 1968 | 1975 | 1982 | 1990 | 1999 | 2005 | 2012 |
| ---- | ---- | ---- | ---- | ---- | ---- | ---- | ---- |
| 427  | 456  | 351  | 323  | 359  | 387  | 445  | 462  |

## Sehenswürdigkeiten
- Kirche Saint-Éloi aus dem 17. Jahrhundert (siehe auch: Liste der Monuments historiques in Bacouël)

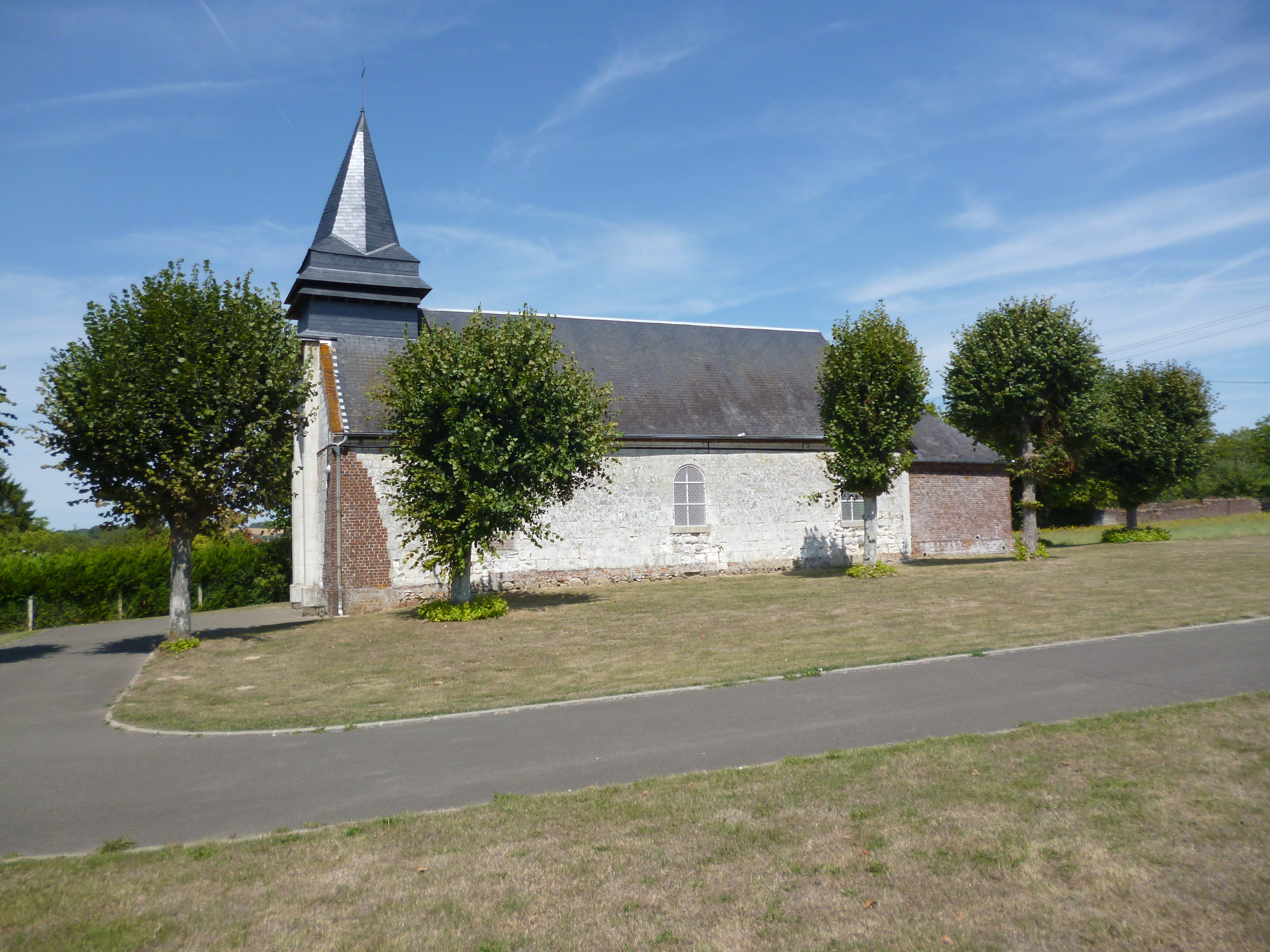
Kirche Saint-Éloi
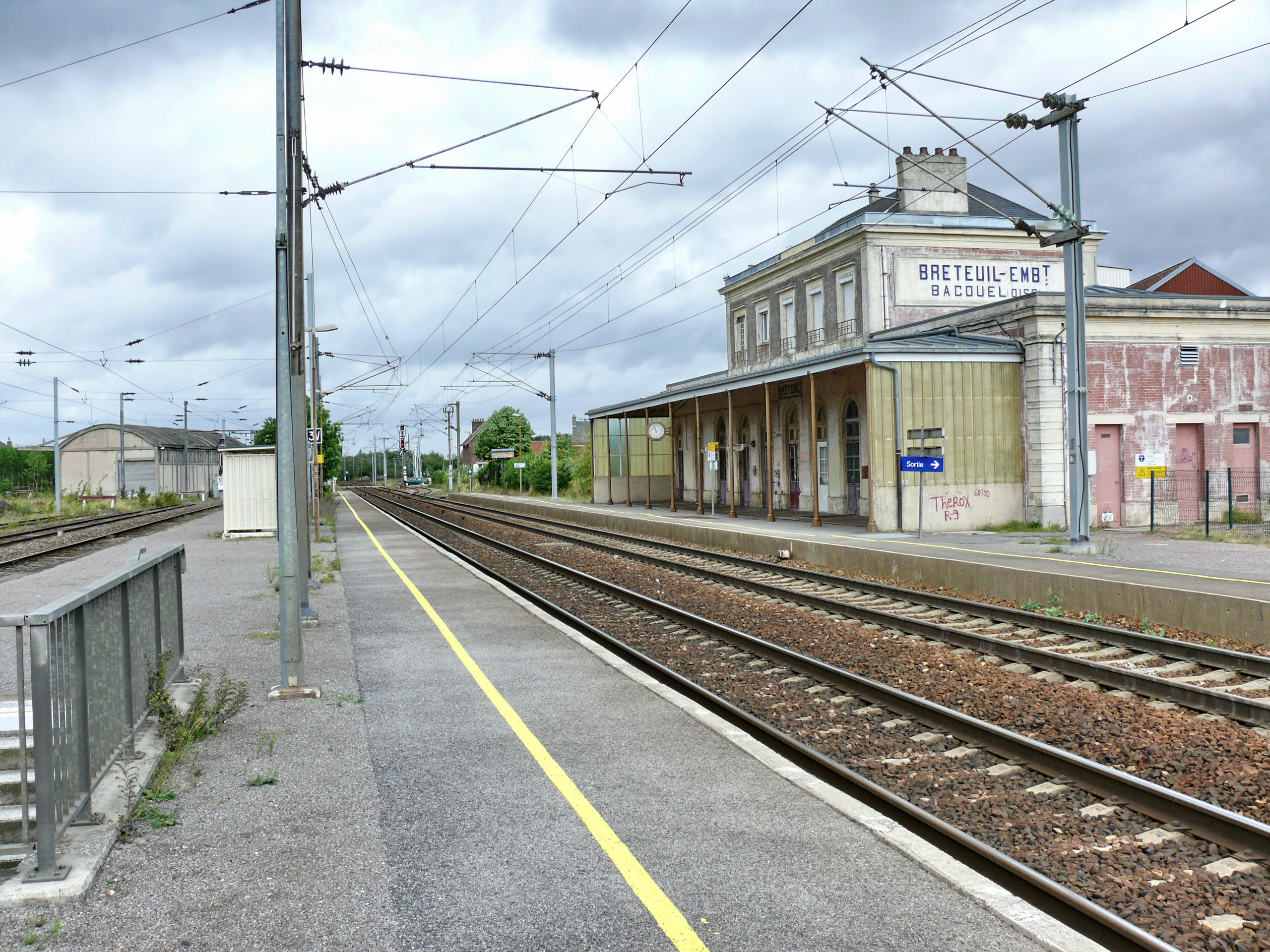
Bahnhof Breteuil-Embranchement in Bacouël